# عمر بن شبة
أبو زيد عمر بن شَبَّة النميري البصري المولود سنة 173هـ والمتوفى سنة 262هـ، محدث ثقة ومؤرخ.

## سيرته
أجمع كل من ترجم له على أنه صادق اللهجة، غير مدخول الرواية، عالم بالآثار، راوية للأخبار، أديب فقيه، صاحب نوادر واطلاع، عالم بالقراءات، صاحب تصانيف، بصير بالسير والمغازي وأيام الناس.
وقد سمع وروى وحدث عن ثقات علماء عصره مثل: جبّلة بن مالك، ومحبوب بن أبي الحسن، وعبد الوهّاب الثقفي، ومحمد بن جعفر غندر، وأبي زكريا يحيى بن محمد بن قيس، وعلي بن عاصم، ويزيد بن هارون، ومؤمل بن إسماعيل، وعمر بن شبيب، وحسين الجُعفي، وابن بدر السكوني، ومعاوية بن هشام، وعبد الوهاب بن عطاء، وأبي عاصم النبيل، ويحيى بن سعيد القطان، ويوسف بن عطية، ومحمد بن سلّام الجُمحي، وإبراهيم بن المنذر، وهارون بن عبد الله، وغيرهم، وروى عنه وحدث: أبو بكر ابن أبي الدنيا، وعبد الله بن سليمان، وعبد الملك بن عمرو الورّاق، وأحمد بن فرج، وأبو شعيب الحراني، وأبو القاسم البغوي، ويحيى بن صاعد، وإسماعيل بن العباس الوراق، ومحمد بن زكريا الدقاق، والقاضي المحاملي، ومحمد بن مخلد، ومحمد بن الأثرم، وابن ماجه صاحب السنن، وأبو العباس الثقفي، وأبو نعيم، وعبد الملك الجرجاني، وخلق كثير.

## محنته
كان عالمنا أبا زيد عمر بن شبة من بين الذين امتحنوا بخلق القرآن، فقد روى الخطيب البغدادي في ترجمته لابن شبة خبراً عن أبي علي الغنوي يقول فيه: امتحن عمر بن شبة بحضرتي، بسرّ من رأى، فقال: القرآن كلام الله ليس بمخلوق، فقالوا له: من توقف فيه فهو كافر؟ فقال: لا أكفر أحداً، فقالوا له: أنت كافر. وفرقوا كتبه، فلزم داره، وحلف ألا يحدث شهراً.

## مؤلفاته
- كتاب الكوفة
- كتاب البصرة
- كتاب أمراء المدينة (تاريخ المدينة المنورة)
- كتاب أمراء مكة
- كتاب السلطان
- كتاب مقتل عثمان
- كتاب الكتّاب
- كتاب الشعر والشعراء
- كتاب الأغاني
- كتاب التاريخ
- كتاب أخبار المنصور
- كتاب أخبار محمد وإبراهيم ابني عبد الله بن حسن بن الحسن
- كتاب أشعار الشراة
- كتاب النسب
- كتاب أخبار بني نمير
- كتاب ما يستعجم الناس فيه من القرآن
- كتاب الاستعانة بالشعر وما جاء في اللغات
- كتاب الاستعظام للنحو